# Korn III: Remember Who You Are
Korn III: Remember Who You Are is het negende studioalbum van de nu-metalband Korn. Het album verscheen in Nederland op 9 juli 2010. Het is het eerste album voor Ray Luzier als nieuwe Korndrummer, het tweede album zonder ex-Korndrummer David Silveria en het derde zonder ex-Korngitarist Brian Welch. De tracklist werd op 23 april 2010 bekendgemaakt, "Oildale [Leave Me Alone]" kwam op 4 mei 2010 uit als de eerste single.
De bijbehorende clip kwam korte tijd daarna uit, op 31 mei.

## Nummers
1. Uber-Time - 1:29
2. Oildale [Leave Me Alone] - 4:43
3. Pop A Pill - 4:00
4. Fear Is A Place To Live - 3:09
5. Move On - 3:48
6. Lead The Parade - 4:25
7. Let The Guilt Go - 3:56
8. The Past - 5:06
9. Never Around - 5:30
10. Are You Ready To Live? - 3:59
11. Holding All These Lies - 4:39
12. Trapped Underneath The Stairs [bonustrack Special Edition] - 4:21
13. People Pleaser [bonustrack Special Edition] - 7:05
14. Blind [Live] [bonustrack Special Edition] - 5:28

## Hitnoteringen
| "Korn III: Remember Who You Are" in de Nederlandse Album Top 100 - Binnen: 17-07-2010 | "Korn III: Remember Who You Are" in de Nederlandse Album Top 100 - Binnen: 17-07-2010 | "Korn III: Remember Who You Are" in de Nederlandse Album Top 100 - Binnen: 17-07-2010 | "Korn III: Remember Who You Are" in de Nederlandse Album Top 100 - Binnen: 17-07-2010 | "Korn III: Remember Who You Are" in de Nederlandse Album Top 100 - Binnen: 17-07-2010 | "Korn III: Remember Who You Are" in de Nederlandse Album Top 100 - Binnen: 17-07-2010 | "Korn III: Remember Who You Are" in de Nederlandse Album Top 100 - Binnen: 17-07-2010 | "Korn III: Remember Who You Are" in de Nederlandse Album Top 100 - Binnen: 17-07-2010 | "Korn III: Remember Who You Are" in de Nederlandse Album Top 100 - Binnen: 17-07-2010 |
| Week                                                                                  | 1                                                                                     | 2                                                                                     | 3                                                                                     | 4                                                                                     | 5                                                                                     | 6                                                                                     | 7                                                                                     | 8                                                                                     |
| ------------------------------------------------------------------------------------- | ------------------------------------------------------------------------------------- | ------------------------------------------------------------------------------------- | ------------------------------------------------------------------------------------- | ------------------------------------------------------------------------------------- | ------------------------------------------------------------------------------------- | ------------------------------------------------------------------------------------- | ------------------------------------------------------------------------------------- | ------------------------------------------------------------------------------------- |
| Nummer                                                                                | 20                                                                                    | 42                                                                                    | 43                                                                                    | 57                                                                                    | 58                                                                                    | 66                                                                                    | 99                                                                                    | 100                                                                                   |

| "Korn III: Remember Who You Are" in de Vlaamse Ultratop 100 - Binnen: 17-07-2010 | "Korn III: Remember Who You Are" in de Vlaamse Ultratop 100 - Binnen: 17-07-2010 | "Korn III: Remember Who You Are" in de Vlaamse Ultratop 100 - Binnen: 17-07-2010 | "Korn III: Remember Who You Are" in de Vlaamse Ultratop 100 - Binnen: 17-07-2010 | "Korn III: Remember Who You Are" in de Vlaamse Ultratop 100 - Binnen: 17-07-2010 | "Korn III: Remember Who You Are" in de Vlaamse Ultratop 100 - Binnen: 17-07-2010 | "Korn III: Remember Who You Are" in de Vlaamse Ultratop 100 - Binnen: 17-07-2010 | "Korn III: Remember Who You Are" in de Vlaamse Ultratop 100 - Binnen: 17-07-2010 | "Korn III: Remember Who You Are" in de Vlaamse Ultratop 100 - Binnen: 17-07-2010 |
| Week                                                                             | 1                                                                                | 2                                                                                | 3                                                                                | 4                                                                                | 5                                                                                | 6                                                                                | 7                                                                                |                                                                                  |
| -------------------------------------------------------------------------------- | -------------------------------------------------------------------------------- | -------------------------------------------------------------------------------- | -------------------------------------------------------------------------------- | -------------------------------------------------------------------------------- | -------------------------------------------------------------------------------- | -------------------------------------------------------------------------------- | -------------------------------------------------------------------------------- | -------------------------------------------------------------------------------- |
| Nummer                                                                           | 95                                                                               | 27                                                                               | 41                                                                               | 70                                                                               | 72                                                                               | 89                                                                               | 100                                                                              | uit                                                                              |